# Bão Koryn (1993)
Siêu bão Koryn, được biết đến ở Philippines với tên gọi Bão Goring, là cơn bão thứ ba được đặt tên, cơn bão cuồng phong và siêu bão đầu tiên của mùa bão Tây Bắc Thái Bình Dương 1993. Koryn hình thành vào ngày 13 tháng 6 và đạt đến cấp độ siêu bão trong ngày 26 với sức gió 150 dặm/giờ (240 km/giờ) và áp suất khí quyển tối thiểu 905 mbar. Siêu bão mạnh đã gây thiệt hại trên khắp các khu vực mà nó đi qua bao gồm quần đảo Caroline, Philippines và Trung Quốc, khiến 37 người thiệt mạng cùng tổn thất là 14 triệu USD (1993 USD).

## Lịch sử khí tượng
Vào ngày 15 tháng 6 một vùng áp suất thấp đã hình thành trên khu vực gần quần đảo Caroline và nó di chuyển lên phía Bắc rồi sau đó là Tây, mạnh dần lên thành bão nhiệt đới Koryn trong ngày 17. Đến ngày 23, những bức ảnh vệ tinh đã tiết lộ một mắt bão với đường kính 10 dặm (16 km) đang hình thành và vận tốc gió được xác định là 75 dặm/giờ (120 km/giờ), thúc đẩy các cơ quan cảnh báo nâng cấp Koryn lên thành bão cuồng phong. Trong ngày hôm sau, Koryn tăng cường nhanh chóng thành siêu bão đầu tiên của mùa bão với vận tốc gió 150 dặm/giờ (240 km/giờ) và áp suất tối thiểu 905 mbar. Quá trình tăng cường mạnh mẽ này diễn ra trong vòng 23 tiếng. Sau khi đổ bộ lên Bắc Luzon trong ngày 26, Koryn tiến vào Biển Đông với cường độ bão cấp 2. Di chuyển với vận tốc 30 km/giờ, cơn bão đổ bộ lần cuối lên khu vực gần Hong Kong và suy yếu thành bão nhiệt đới. Koryn tan vào ngày 28 tháng 6, một thời gian sau khi nó đổ bộ.

## Chuẩn bị
Khi áp thấp nhiệt đới 06W hình thành, Trung tâm Cảnh báo Bão Liên hợp (JTWC) đã ban hành cảnh báo bão nhiệt đới đến khu vực quần đảo Caroline. Còn tại Trung Quốc, các nhà chức trách nước này cũng đã bắt đầu ban hành những cảnh báo khi cơn bão ở cách đất liền khoảng 220 dặm (350 km). Đã không có những báo cáo từ Philippines về những sự chuẩn bị ứng phó với bão.

## Tác động
Khi Koryn di chuyển qua Ulithi, một hòn đảo thuộc quần đảo Caroline, nó đã mang đến mưa với lượng 140 mm và gió với vận tốc 70 dặm/giờ (110 km/giờ). Đã không có những báo cáo về số người thiệt mạng hay bị thương và tổn thất nhỏ đến mái nhà và cây trồng là những thiệt hại duy nhất. Tại Philippines, cơn bão gây ra những trận sạt lở đất nghiêm trọng khiến 28-52 người thiệt mạng, 109 người khác bị thương và thiệt hại là 14 triệu USD (1993 USD). Chính quyền Philippines đã tuyên bố 16 tỉnh thuộc đất nước này là vùng thảm họa thiên tai sau cơn bão. Tại Trung Quốc, gió với vận tốc 70 dặm/giờ và mưa lớn với tổng lượng là 73 cm đã được ghi nhận tại một trạm thời tiết ở Hong Kong. Koryn đồng thời còn mang đến nước biển dâng cao từ 2–3 m dọc đường bờ biển đất nước này. Tổn thất ở Trung Quốc là nặng nề. Tại tỉnh Quảng Đông, gió đạt vận tốc ít nhất 40 dặm/giờ và mưa lớn đã hủy hoại cây trồng, phá hủy hay làm hư hại nghiêm trọng hơn 378.000 ngôi nhà và các tòa nhà, tác động đến hơn 5,3 triệu người. Tại Ma Cao, cơn bão gây ngập lụt trên diện rộng buộc hơn 600 người phải di dời đến những nơi trú ẩn. Gió mạnh cũng đã buộc đóng cửa một cầu đường cao tốc. Tổng thiệt hại tại Trung Quốc là hơn 1,2 tỉ nhân dân tệ.